# Philampelini
Tribu
La tribu des Philampelini regroupe des lépidoptères (papillons) de la famille des Sphingidae, de la sous-famille des Macroglossinae.

## Systématique
La tribu des Philampelini a été décrite par l'entomologiste argentin Hermann Burmeister en 1878.

### Taxinomie
Il existe deux genres et 24 espèces :
- genre Eumorpha Hübner, 1807
- genre Tinostoma Rothschild & Jordan, 1903